# Pipe Grohs
Luiz Felipe Grohs ou simplesmente Pipe Grohs, (Curitiba, 11 de abril de 1991 — La Unión, 28 de novembro de 2016), foi um analista de desempenho do futebol brasileiro.

## Carreira
Aluno de Educação Física da Universidade Federal do Paraná, Pipe atuou em vários clubes brasileiros durante sua carreira, como Coritiba, Botafogo, Flamengo, J. Malucelli, Vitoria, Criciúma e Chapecoense. Como pessoa de confiança de Caio Júnior, recebeu o convite do treinador para trabalhar no Vitória em 2013.
Depois do Vitória, Pipe acompanhou Caio Júnior por duas temporadas no Clube Al-Shabab dos Emirados Árabes. 

## Morte
Pipe Grohs foi uma das vítimas fatais da queda do Voo 2933 da Lamia, no dia 29 de novembro de 2016. A aeronave transportava a equipe da Chapecoense para Medellin, onde disputaria a primeira partida da final da Copa Sul-Americana de 2016. Além da equipe da Chapecoense, a aeronave também levava 21 jornalistas brasileiros que cobririam a partida contra o Atlético Nacional, da Colômbia.